# Hajdu Marcell
Hajdu Marcell, születési és 1904-ig használt nevén Haberfeld Mór Marcel (Túrréte, 1870. december 23. – Budapest, Terézváros, 1936. november 14.) politikus, ügyvéd, jogi író, hitközségi vezető.

## Élete
Haberfeld Jónás és Lőwysohn Betti fia. Középiskoláit a Pozsonyi Evangélikus Líceumban, a Pozsonyi Királyi Katolikus Főgimnáziumban és a Pápai Református Kollégiumban végezte. Jogi tanulmányokat a Heidelbergi Egyetemen és a Budapesti Tudományegyetemen folytatott. 1895-ben a Budapesti Királyi Ítélőtábla kerületébe díjas joggyakornokká nevezték ki. Miután Marosvásárhelyen ügyvédi vizsgát tett, a magyar fővárosban ügyvédi irodát nyitott. 1907-ben a budapesti VIII. kerületben a Demokrata Polgári Községi Párt tagjaként a törvényhatósági bizottságba választották. 1919-ben részt vett a Józsefvárosi Demokrata Párt megszervezésében, amelynek ezután elnöke volt. Hosszú ideig a Polgár című lap felelős szerkesztőjeként dolgozott. Számos jogi vonatkozású cikke szaklapokban jelent meg.
Tagja volt a Fővárosi Közlekedési Részvénytársaság igazgatóságának. Neves vívónak számított, a Fővárosi Vívó Club titkára, majd 1906-os megalakulásától a Nemzeti Vívó Club elnöke volt. Az 1912-es stockholmi olimpián ő vezette a győztes magyar vívócsapatot. 1914-ben az Országos Testnevelési Tanács tagjává választották.
Aktív résztvevője volt a zsidó hitéletnek. A józsefvárosi zsidóság egyik vezéralakja volt. 1918-ban került a VIII. körzet élére állt, majd néhány évvel később meghívták a hitközség szertartásügyi elöljárói székébe, amelyben Lederer Sándorral együtt dolgozott a „tradicionális zsidó szellem megerősítésén”. 1928 márciusában – Kaszab Aladár elnökké választásával egyidejűleg – a Pesti Izraelita Hitközség elnökhelyettesévé választották. Nevéhez fűződik a Nagyfuvaros utcai templomkörzet megalapítása és a zsinagóga felépítése, de más hitközségek megszervezésében is fontos szerepet játszott.
A Pesti Izraelita Hitközség Szabolcs Utcai Kórházában hunyt el.
A Kozma utcai izraelita temetőben nyugszik, első feleségével közös sírban (4-23-4). Temetésén a Nemzeti Demokrata Párt nevében Vázsonyi János, a Pesti Izraelita Hitközség nevében Glücksthal Samu felsőházi tag mondott búcsúbeszédet. Síremlékét 1939. szeptember 17-én avatták fel.

## Családja
Első felesége Kiss Ilona (1883–1976) énekesnő volt, Kiss József közjegyző és Königsbaum Sarolta lánya, akivel 1902. október 25-én Budapesten, a Józsefvárosban kötött házasságot. A Dohány utcai zsinagógában tartott szertartáson esküvői tanúik Grauer Vilmos és Hűvös József voltak. 1917-ben elváltak. Második házastársa Neufeld Olga (1895–?) volt, akit 1920. november 6-án Budapesten vett nőül. 1931-ben elváltak.
Gyermekei:
- Hajdú János (Hajdu János Iván) (1904–1981) párbajtőrvívó, edző
- Hajdu Péter Domonkos (1906–?)
- Hajdu Tamás